# Sinha
Antônio Naelson Matias, conhecido como Sinha, (Ipanguaçu, 23 de maio de 1976) é um ex-futebolista brasileiro, naturalizado mexicano, que atuava como meio-campista .

## Carreira

### Cidadania mexicana
A nacionalidade mexicana permitiu-lhe integrar-se à seleção daquele país. Começou sua carreira no América–RN, mas encontrou maior sucesso após se transferir ao México aos vinte anos. 

## Seleção mexicana
Sinha representou a Seleção Mexicana de Futebol nas Olimpíadas de 2004.
Ele representou seu país adotivo na Copa das Confederaçãos de 2005, na Copa de Ouro da CONCACAF e na Copa do Mundo de 2006. No jogo de estreia do México nesta última, contra o Irã, teve uma atuação decisiva, marcando um gol e dando um excelente passe para outro.
Assim como a de outros jogadores estrangeiros naturalizados, sua convocação causou forte controvérsia entre nacionalistas mexicanos.

## Títulos
Toluca
- Torneio Verão 2000
- Torneio Apertura 2002
- Torneio Apertura 2005
- Torneio Apertura 2008
- Torneio Bicentenário 2010 (México)
- Campeón de Campeones 2003, 2006
- Liga dos Campeões da CONCACAF: 2003